# NGC 2768
NGC 2768 este o galaxie seyfert situată în constelația Ursa Mare. A fost descoperită în 19 martie 1790 de către William Herschel. Se află la o distanță de 22,18 de megaparseci de Pământ.